# Raymond S. Persi
Raymond S. Persi (Los Angeles, 17 de fevereiro de 1975) é um animador, ator, diretor, produtor e roteirista estadunidense. Tornou-se conhecido por dirigir inúmeros episódios de The Simpsons, dentre eles, "The Seemingly Never-Ending Story", pelo qual recebeu um Emmy na categoria de melhor programa animado (com menos de 1 hora).

## Filmografia
- Inner Workings (2016)
- Zootopia (2016)
- Frozen (2013)
- Wreck-It Ralph (2012)
- Neighbors from Hell (2010)
- The Simpsons Movie (2007)
- The Simpsons (2003)